# Рукометна репрезентација Израела
Рукометна репрезентација Израела представља Израел у међународним такмичењима у рукомету. Налази се под контролом Рукометног савеза Израела. 

## Учешћа репрезентације на међународним такмичењима

### Олимпијске игре
Није учествовала

### Светска првенства
Није учествовала

### Европска првенства
| Година     | Коло                  | Позиција              | О                     | П                     | Н                     | И                     | ДГ                    | ПГ                    | ГР                    |
| ---------- | --------------------- | --------------------- | --------------------- | --------------------- | --------------------- | --------------------- | --------------------- | --------------------- | --------------------- |
| 1994—2000. | Није се квалификовала | Није се квалификовала | Није се квалификовала | Није се квалификовала | Није се квалификовала | Није се квалификовала | Није се квалификовала | Није се квалификовала | Није се квалификовала |
| 2002.      | Прва фаза             | 14. место             | 3                     | 0                     | 0                     | 3                     | 67                    | 82                    | -15                   |
| 2004—2022. | Није се квалификовала | Није се квалификовала | Није се квалификовала | Није се квалификовала | Није се квалификовала | Није се квалификовала | Није се квалификовала | Није се квалификовала | Није се квалификовала |
| Укупно     | 1/18                  | —                     | 3                     | 0                     | 0                     | 3                     | 67                    | 82                    | -15                   |